# Зухбая, Владимир
Владимир Зухбая (31 января 1986, СССР) — грузинский футболист, вратарь.

## Карьера
Воспитанник клуба «Локомотив» (Тбилиси). В сезоне 2005/2006 голкипер дебютировал в его основном составе в Высшей грузинской лиге. 31 августа 2007 года в последний день дозаявочной кампании Зухбая попал в заявку российского клуба «Спартак-Нальчик». Однако дебютировать в Премьер-Лиге ему не удалось. В 2008 году грузин пополнил состав минского «Локомотива». За него Зухбая провел один матч в Высшей лиги Белоруссии и 20 — в дублирующем первенстве.
Затем голкипер вернулся в Грузию, где долгое время (с перерывами) выступал за «Сиони».

## Достижения
- Победитель первой лиги Грузии (1): 2012/13.